# Xã Williston, Quận Williams, Bắc Dakota
Xã Williston (tiếng Anh: Williston Township) là một xã thuộc quận Williams, tiểu bang Bắc Dakota, Hoa Kỳ. Năm 2010, dân số của xã này là 1.307 người.